# Bruce Hamilton
Sir Bruce Meade Hamilton (7 dicembre 1857 – 6 luglio 1936) è stato un generale britannico.

## Biografia
Hamilton ottenne la commissione come ufficiale nel East Yorkshire Regiment nel 1877. Prestò servizio nella Seconda guerra anglo-afghana nel 1880 e nella Guerra del Sudafrica nel 1881. Divenne comandante delle forze del protettorato della costa del Niger nel Benin nel 1897 e prese parte alla Seconda guerra boera nel 1900. Giocò un ruolo chiave a Naauwpoort.
Divenne General Officer Commanding della 2nd Division nel 1st Army Corps nel 1904 e General Officer Commanding-in-Chief per lo Scottish Command nel 1909. Guidò l'Army Command Home Defence durante la prima guerra mondiale.